# 粟野村 (福井県)
粟野村（あわのむら）は福井県敦賀郡にあった村。現在の敦賀市の南西部にあたる。

## 地理
- 山岳：野坂岳、三国山、乗鞍岳
- 河川：黒河川

## 歴史
- 1889年（明治22年）4月1日 - 町村制の施行により、野神村、市野々村、櫛林村、莇生野村、金山村、関村、野坂村、長谷村、山村、御名村、砂流村、公文名村及び和久野村の区域をもって、粟野村が発足する。
- 1955年（昭和30年）1月15日 - 敦賀市に編入する。

## 交通

### 鉄道路線
- 日本国有鉄道
  - 小浜線
    - 粟野駅